# Inovirus
Inovirus ist die offizielle Bezeichnung für eine Klade filamentöser Bakteriophagen (Bakterien infizierender Viren) der Familie Inoviridae, die das F-Plasmid (Fertilitätsfaktor) tragen;
daher ist für sie auch die informelle Bezeichnung Ff-Phagen (englisch Ff phages für F-specific filamentous phages) gebräuchlich.
Zu ihnen gehören die Phagen f1, fd, und M13; möglicherweise auch ZJ/2 (ein bisher nicht-klassifiziertes/vorgeschlagenes Mitglied der Inoviridae).
Die Virionen (Virusteilchen) der Gattung Inovirus sind flexible Filamente mit einer Länge von etwa 600 bis 900 nm. Sie umfassen eine zylindrische Proteinröhre, die in ihrem Kern ein einzelsträngiges zirkuläres DNA-Molekül schützt.
Das Genom kodiert für nur 11 Genprodukte, damit sind diese Phagen unter einfachsten bekannten Organismen überhaupt.
Inovirus-Phagen wurden häufig zur Untersuchung grundlegender Aspekte der Molekularbiologie verwendet.
George Smith und Greg Winter verwendeten f1 und fd für ihre Arbeiten zum Phagen-Display, für die sie einen Teil des Nobelpreises für Chemie 2018 erhielten.

## Systematik
Die Systematik der Gattung Inovirus ist nach International Committee on Taxonomy of Viruses (ICTV) und NCBI mit Stand Mai/Juni 2024 etwa wie folgt:
Familie: Inoviridae
- Gattung: Inovirus (veraltet: Inophagovirus, informell: Ff-Phagen, Ff phages, Akronym Ff)
  - Spezies: Inovirus M13 (Escherichia-Virus M13, englisch Escherichia virus M13, ehem. Typus)
    - Escherichia phage M13 alias Enterobacteria phage M13 (Enterobacteria-Phage M13) alias Bacteriophage M13, Coliphage M13. Akronym: M13 – Referenzstamm: „Exemplar“
    - Enterobacteria phage f1 (Enterobacteria-Phage f1 – mit Ziffer 1) alias Coliphage f1. Akronym f1 – mit Isolaten f1_1_FR, f1_2_FR, f1_3_FR, F1_ancestral, F1_1, F1_2, F1_3, NBRC 20015, NBRC 20010, M13 (WT variety Rutgers) und fd 487 alias Es[c]herichia phage fd, Coliphage fd oder Filamentous bacteriophage fd und Mutante fd-pIIICTX[A. 1]

  - ?Spezies: „Inovirus C2“ (Vorschlag)

Die Familie Inoviridae ist Mitglied der Ordnung Tubulavirales, in der noch weitere filamentöse Viren taxonomisch untergebracht sind.

## Aufbau

Schemazeichnung mit den kleinen Proteinen g3p/g6p bzw. g7p/g9p an den Enden.

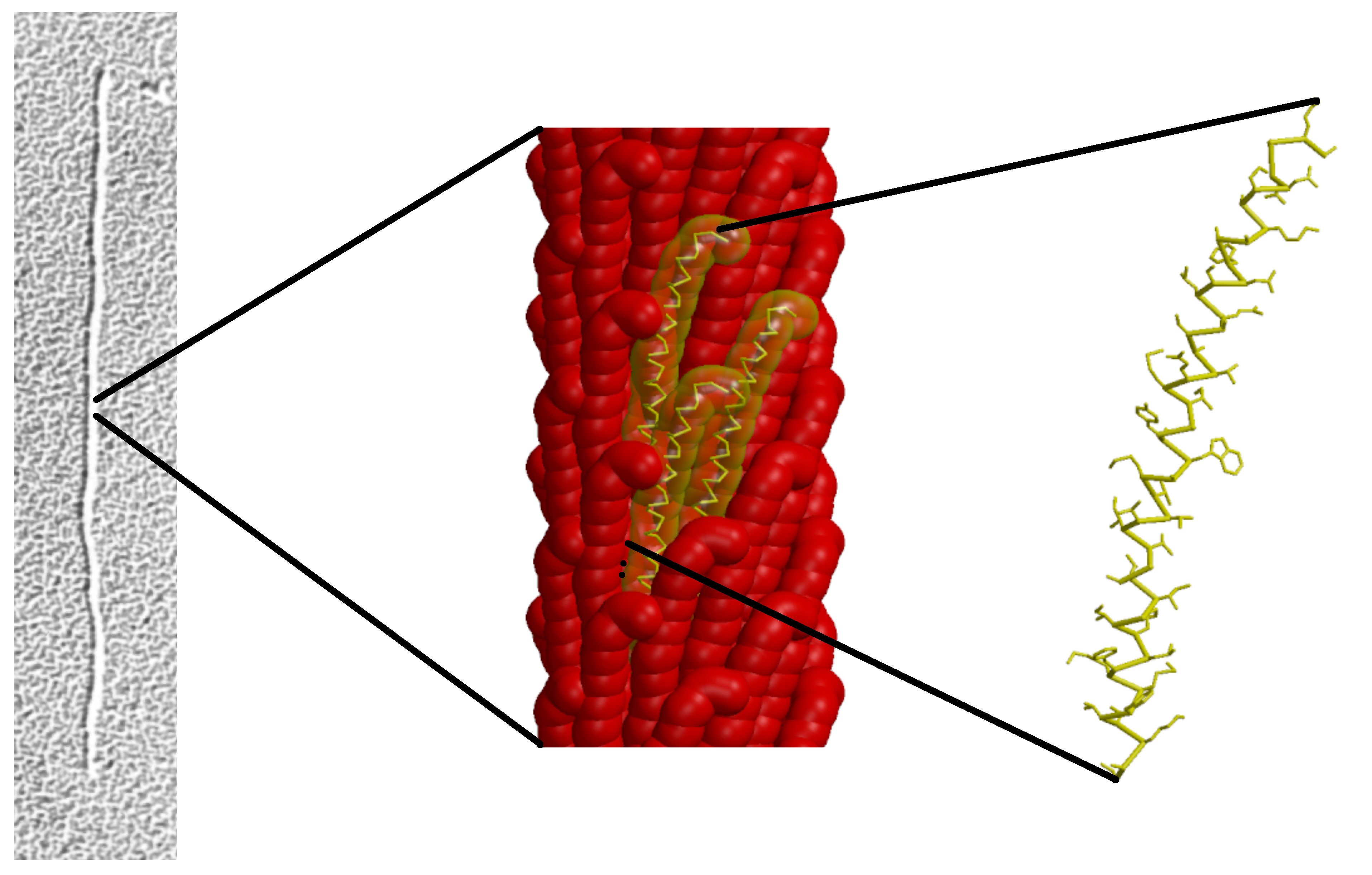
Zusammensetzung des Hauptkapsidproteins MCP = p8 (alias g8p)

Ein Inovirus- Partikel (Virion) ist ein flexibles Filament (wurmartige Kette) mit einem Durchmesser von etwa 6 nm und einer Länge von 900 nm. Mehrere tausend Kopien einer elongierten (langgestreckten) kleinen Untereinheit von 50 Aminosäure-Bausteinen bilden das Hauptkapsidprotein (major capsid protein, MCP), das speziell bei diesen filamentösen Viren (als Produkt von Gen 8) mit (p8 oder g8p) bezeichnet wird und aus 50 Aminosäure-Bausteinen besteht. Diese Untereinheiten bilden in einer überlappenden schindelartigen Anordnung einen Hohlzylinder, der das unsegmentierte (topologisch) zirkuläre Einzelstrang-DNA-Genom umschließt. Jede p8-Untereinheit hat eine Ansammlung von basischen Resten in der Nähe des C-Terminus des langgestreckten Proteins und saure Reste in der Nähe des N-Terminus; diese beiden Regionen sind durch etwa 20 hydrophobe (unpolare) Reste getrennt.
Die schindelartige Anordnung platziert
- die sauren Reste von p8 in der Nähe der äußeren Oberfläche des Zylinders (weshalb das Viruspartikel dort elektrisch negativ geladen ist);
- die nicht-polare Regionen in der Nähe der nicht-polaren Regionen der benachbarten p8-Untereinheiten, so dass nicht-polare Wechselwirkungen zu einer bemerkenswerten physikalischen Stabilität des Viruspartikels beitragen;
- und die basische Reste in der Nähe des Zentrums des Zylinders, wo sie mit den negativ geladenen DNA-Phosphaten im Kern des Virions wechselwirken.

Längere
(oder kürzere) DNA-Moleküle können verpackt werden, da während des Zusammenbaus je nach Bedarf mehr (oder weniger) p8-Untereinheiten hinzugefügt werden können, um die DNA zu schützen. Dies ist ein Umstand, der den Phagen für genetische Studien sehr nützlich macht. (Dieser Effekt sollte nicht mit dem Polyphagen verwechselt werden, der mehrere separate und unterschiedliche DNA-Moleküle verpacken kann). Jeweils etwa 5 Kopien von vier kleineren Proteinen bedecken die beiden Enden des Virions.
Die molekulare Struktur des Virionenkapsids (die Anordnung der p8-Untereinheiten-Proteine) wurde durch Röntgenfaserbeugung bestimmt, und Strukturmodelle wurden in der Protein Data Bank (PDB) hinterlegt.
Die Strukturen des p3-Kapsidproteins und des p5-Replikations/Assemblierungsproteins wurden ebenfalls durch Röntgenkristallographie bestimmt und in der PDB hinterlegt.

## Genom

Genomkarte von M13

Das fd-Genom hat eine Länge von 6408 nt (Nukleotiden), die 9 Gene umfassen, aber das Genom hat 11 offene Leserahmen (englisch open reading frames, ORFs), die 11 Proteine produzieren.
Grund ist, dass zwei Gene, Gen 2 und Gen 1, interne In-Frame-Translationsstarts haben, die zwei zusätzliche Proteine, p10 und p11, erzeugen.
Das Genom enthält auch eine kurze nicht-kodierende intergenische Sequenz (Zwischengensequenz, en. intergenic sequence).
Die Sequenzen von M13 und f1 unterscheiden sich geringfügig von fd. Sie haben beide eine Länge von nur 6407 nt;
f1 unterscheidet sich von fd in 180 Positionen; nur 10 dieser Änderungen spiegeln sich auch in Aminosäureänderungen in den Genprodukten (Proteinen) wider
und M13 hat nur 59 Nukleotidunterschiede zu f1.
In frühen Experimenten mit Ff-Phagen wurde M13 verwendet, um Genfunktionen zu identifizieren, und M13 wurde auch als Klonierungsvehikel entwickelt, daher wird der Name „M13-Phagen“ oft informell als Abkürzung für „Ff-Phagen“ verwendet (Typusspezies/Referenzstamm).
Für viele Zwecke können die Phagen der Ff-Gruppe als austauschbar betrachtet werden.
Fünf Genprodukte sind Teil des Virions:
1. das Haupt-Kapsidprotein (englisch major capsid protein, MCP), hier: p8;
2. die kleineren Proteine (englisch minor capsid proteins, mCPs), die die beiden Enden abdecken: p3 und p6 an einem Ende und p7 und p9 am anderen Ende;
3. drei Genprodukte (p2, p5 und p10) sind Proteine, die für die DNA-Synthese im Zytoplasma der Wirtszelle benötigt werden;
4. der Rest sind Membranproteine, die an der Montage des Virions (Assemblierung) beteiligt sind;
5. das Gen, das für p1 kodiert, wurde als konserviertes Markergen zusammen mit drei anderen Merkmalen, die spezifisch für Inovirus-Genome sind, in einem automatischen Machine-Learning-Ansatz (en. automatic machine-learning approach) verwendet, um über 10000 Inovirus-ähnliche Sequenzen aus mikrobiellen Genomen zu identifizieren.[22]

## Replikationszyklus

### Infektion
Das p3-Protein ist an einem Ende des Virions durch die C-terminale Domäne von p3 verankert.
Bei der Infektion von Wirtsbakterien interagieren zwei verschiedene N-terminale Regionen von p3 mit zwei verschiedenen Stellen der Wirtsbakterien.
Zunächst heftet sich die N2-Domäne von p3 an die äußere Spitze des F-Pilus, und der Pilus zieht sich in die Zelle zurück.
Diese Retraktion kann eine Depolymerisation der Pilusuntereinheit in die Zellmembran an der Basis des Pilus durch eine Umkehrung des Piluswachstums- und Polymerisationsprozesses beinhalten.
Wenn sich die Spitze des Pilus, der p3 trägt, der Zellwand nähert, interagiert die N1-Domäne von p3 mit dem bakteriellen Protein TolQRA (das zugehörige Gen ist tolQRA). TolQRA hilft, den Ff-Phagen in den
In E. coli wirkt TolQRA, um den Ff-Phagen in den periplasmatischen Raum zu verbringen (translozieren), wo eine mögliche Membranfusion zur Freisetzung (Insertion) des Ff-Genoms in das Zytoplasma des Wirtsbakteriums führt.
Die Verhältnisse sind ähnlich wie beim Träger des Gens für das Choleratoxin, dem Vibrio-Phagen CTXphi (Spezies Vibrio-Virus CTXphi der Gattung Affertcholeramvirus) in derselben Virusfamilie. Dieser benötigt Vibrionenstämme, die den sogenannten TCP-Faktor (Toxin-regulierter Pilus, englisch toxin-coregulated pilus) kodieren (tcpA-Gen). Dieser Pilus dient dort zusammen mit TolQRA als Virusrezeptor.

### Replikation
Nachdem die einzelsträngige virale DNA ins Zytoplasma gelangt ist, dient sie als Vorlage für die Synthese eines komplementären DNA-Strangs. Diese Synthese wird in der intergenischen Region der DNA-Sequenz durch die RNA-Polymerase des Wirts initiiert, die einen kurzen RNA-Primer an der infizierenden DNA als Template synthetisiert.
Die DNA-Polymerase III des Wirts verwendet dann diesen Primer, um den vollständigen komplementären DNA-Strang zu synthetisieren, wodurch ein doppelsträngiger Kreis entsteht, der manchmal als replikative Form (RF) der DNA bezeichnet wird.
Der komplementäre Strang der RF ist die Transkriptionsvorlage für virale (phagenkodierte) Proteine, insbesondere p2 und p10, die für die weitere DNA-Replikation notwendig sind.
Das Protein p2 spaltet den Strang der RF-DNA des Virus, und die DNA-Polymerase III des Wirts synthetisiert einen neuen viralen Strang. Während der neue Virusstrang synthetisiert wird, wird der alte verdrängt.
Wenn der Kreis geschlossen ist, schneidet das kovalent verknüpfte p2 den verdrängten viralen Strang an der Verbindungsstelle zwischen der alten und der neu synthetisierten DNA und re-ligiert (verbindet) die beiden Enden und setzt p2 frei.
RF repliziert durch diesen Rolling-Circle-Mechanismus, um Dutzende von Kopien des RF zu erzeugen.
Wenn später die Konzentration der Phagenproteinen erhöht ist, werden neue virale Stränge durch das Replikations/Assemblierungsprotein p5 und nicht durch die komplementären DNA-Stränge umhüllt.
Das p5 hemmt auch die Translation von p2, so dass die Produktion der viralen ssDNA und die Verpackung der Nachkommen synchron verlaufen.

### Assemblierung und Extrusion
Die Infektion tötet die Wirtsbakterien nicht ab,
im Gegensatz zu vielen anderen Phagenfamilien mit lytischem Replikationszyklus.
Die Nachkommen der Phagen werden zusammengebaut, während sie durch die Membran des weiter wachsenden Wirtsbakteriums extrudieren.
Dies geschieht wahrscheinlich an Adhäsionsstellen, die die innere und äußere Membran verbinden.
Der Extrusionsprozess nimmt die Proteine p7 und p9 auf, die die äußere Spitze des neugebildeten Phagen bilden.
Während p5 von der DNA abgestreift wird, wird die neue Phagen-DNA durch die Membran extrudiert und in eine helikale Kapsidhülle aus p8 eingewickelt, zu der am Ende der Assemblierung p3 und p6 hinzugefügt werden. Das Protein p4 kann für diesen Vorgang eine Extrusionspore in der äußeren Membran des Bakteriums bilden.

## Anwendungen

### Life Sciences und Medizin
Ff-Phagen sind für viele Anwendungen in den biologischen und medizinischen Wissenschaften benutzt worden.
Viele Anwendungen bauen auf Experimenten auf, die zeigten, dass die DNA-Sequenz, die die Resistenz gegen das Antibiotikum Kanamycin bestimmt, in einer funktionellen Form in die nicht-kodierende intergenische Sequenz der fd-Phagen-DNA eingefügt werden kann.
Solche modifizierten Phagen sind entsprechend länger als die fd-Phagen des Wildtyps, wobei die längere DNA mit entsprechend mehr Gen-8-Hüllproteinen umhüllt ist, aber der Lebenszyklus der Phagen ist ansonsten nicht gestört.
Bei den herkömmlichen Bakteriophagen mit Kopf-Schwanz-Aufbau (in der Klasse Caudoviricetes) oder gar mit isometrischem Kapsid ist das Kapsid von begrenzter Größe, daher können sie nicht einfach für die Verkapselung eines größeren DNA-Moleküls verwendet werden.
Die modifizierten filamentösen Phagen können selektiert werden, indem man ursprünglich kanamycinempfindliche Bakterien mit modifizierten Phagen infiziert, die (unter anderem) eine Resistenz gegen Kanamycin vermitteln.
Werden die Bakterien in Medien gezüchtet, die eine für die ursprünglichen Bakterien tödliche Konzentration von Kanamycin enthalten, so überleben nur infizierte Bakterien, und mit ihnen die modifizierten Phagen.
Diese Methoden wurden noch im Lauf der Jahre auf vielfältige Weise erweitert und verfeinert und die Phagen-Display-Technologie wird heute für eine Vielzahl von Zwecken eingesetzt.
Ein Beispiel ist eine künstliche Mutante des fd-Phagen mit Bezeichnung fd-pIIICTX. Dort wurden im Gen g3 (des Proteins p3 alias g3p) Sequenzen durch Fragmente des Gens orfU von Vibrio-Phage CTXφ ersetzt. Dadurch ist der Phage in der Lage, Bakterien der Gattung Vibrio cholerae (zu der die Cholera-Erreger gehören) zu infizieren.

### Materialwissenschaft und Nanotechnologie
Ff-Phagen wurden ebenso für Anwendungen wie Sanierungen, elektrochemische, photovoltaische, katalytische, sensorische und digitale Speichergeräte entwickelt, insbesondere von Angela Belcher und Kollegen.